# Wadeline Jonathas
Wadeline Jonathas (født 19. februar 1998) er en amerikansk atlet.
Hun repræsenterede USA ved sommer-OL 2020 i Tokyo, hvor hun vandt guld i 4x400 meter stafet.